# Міхалувка (Лодзинське воєводство)
Міхалувка (пол. Michałówka) — село в Польщі, у гміні Пйонтек Ленчицького повіту Лодзинського воєводства.
Населення — 57 осіб (2011).
У 1975-1998 роках село належало до Плоцького воєводства.

## Демографія
Демографічна структура станом на 31 березня 2011 року:
|          | Загалом | Допрацездатний вік | Працездатний вік | Постпрацездатний вік |
| -------- | ------- | ------------------ | ---------------- | -------------------- |
| Чоловіки | 27      | 4                  | 20               | 3                    |
| Жінки    | 30      | 2                  | 17               | 11                   |
| Разом    | 57      | 6                  | 37               | 14                   |